# Magnezitovce
Magnezitovce es un municipio del distrito de Revúca en la región de Banská Bystrica, Eslovaquia, con una población estimada a final del año 2024 de 438 habitantes.
Se encuentra ubicado al este de la región, en la cuenca hidrográfica del río Sajó —un afluente derecho del río Tisza— y cerca de la frontera con la región de Košice.

## Demografía
| Año        | 1994 | 2004    | 2014    | 2024    |
| ---------- | ---- | ------- | ------- | ------- |
| Población  | 433  | 429     | 470     | 438     |
| Diferencia |      | −0,92 % | +9,55 % | −6,80 % |

| Año        | 2023 | 2024    |
| ---------- | ---- | ------- |
| Población  | 439  | 438     |
| Diferencia |      | −0,22 % |